# Diana Gandega
Diana Gandega (2 de junho de 1983) é uma basquetebolista franco-malinesa.

## Carreira
Diana Gandega integrou a Seleção Malinesa de Basquetebol Feminino em Pequim 2008, terminando na décima-segunda posição.